# Sura (Babylonien)
Sura war eine antike Stadt im südlichen Babylonien am westlichen Ufer des Euphrat. Sie bestand etwa bis zum 11. Jahrhundert.
In Sura befand sich eine jüdische Akademie, die neben Pumbedita das wichtigste Zentrum jüdischer Gelehrsamkeit in Babylonien war. Hier entstand der größte Teil des Babylonischen Talmud. 

## Stadt
Die Umgebung war für ihre große Fruchtbarkeit bekannt. In der Region von Sura wurden Reben, Obst, Weizen und Roggen angebaut und Viehzucht betrieben; die Felder wurden aus dem Euphrat bewässert. 

## Akademie
225 gründete Rav Abba Arikha in Sura die Akademie. Bis zum Ende des 3. Jahrhunderts hatte diese eine führende Stellung inne und wurde dann von Pumbedita übertroffen. Zur Zeit von Rav Aschi (352–427) gewann wiederum Sura an Bedeutung. Nach dem Tode von Rav Aschi, einem der wichtigsten Autoren des Babylonischen Talmud, verminderte sich die religiöse Bedeutung von Sura. Durch die religiösen Verfolgungen unter den Perserkönigen Peroz I. und Yazdegerd II. nahm die Zahl der Gelehrten und Studenten ab.
Nach der islamischen Expansion gewann die Akademie Sura an Bedeutung zurück, als der Exilarch Salomo ben Chisdai den Leiter der Akademie von Pumbedita, Samuel, im Jahre 730 zum Gaon von Sura ernannte. Ein Beiname Suras aus dieser Zeit lautet Jeschiwat Resch Galuta (aram. „Jeschiwa des Exilarchen“). Zu Beginn des 10. Jahrhunderts zog die Akademie von Sura nach Bagdad um, erhielt aber unter Saadia Gaon, der 928 zu ihrem Leiter ernannt wurde, nochmals eine führende Rolle. Bis zum 10. Jahrhundert war Sura mehrheitlich von Juden bevölkert. Als jedoch Benjamin von Tudela die Gegend um 1170 bereiste, fand er hier keine jüdische Siedlung mehr und beschrieb die Stadt als ein Ruinenfeld.